# Aneta Paprnáková
Aneta Paprnáková ist eine ehemalige slowakische Squashspielerin.

## Karriere
Aneta Paprnáková nahm mit der slowakischen Nationalmannschaft erstmals 2000 an Europameisterschaften teil und gehörte auch 2001, 2002, 2003, 2006, 2007 und 2022 zum Kader. Im Einzel stand sie 2005, 2006, 2008 und 2015 bei Europameisterschaften im Hauptfeld und erreichte 2006 das einzige Mal das Achtelfinale. Nach einem Auftaktsieg gegen Edina Szombati schied sie gegen Chantal Moros aus. 2004 und 2005 wurde sie slowakische Landesmeisterin.

## Erfolge
- Slowakische Meisterin: 2004, 2005